# Airways International Cymru
Airways International Cymru war eine britische Charterfluggesellschaft mit Sitz im walisischen Cardiff, die ihren Betrieb Anfang 1988 eingestellt hat.

## Geschichte
Airways International Cymru wurde im November 1983 von Anthony Clemo als firmeneigene Charterfluggesellschaft des britischen Reiseveranstalters Red Dragon Travel gegründet, um Pauschalreisen vom Flughafen Cardiff in die Mittelmeerregion durchzuführen. Der Betriebsaufnahme erfolgte am 1. Februar 1984 mit zwei Maschinen des Typs BAC 111-300, die von der kanadischen Quebecair stammten. Die Flotte wurde am 28. März 1984 mit einer Boeing 737-200 aus den Beständen der Britannia Airways und im Jahr 1986 mit einer geleasten werksneuen Boeing 737-300 ergänzt. Zudem mietete das Unternehmen bei Bedarf zusätzliche Flugzeuge von anderer Gesellschaften an und setzte diese während der Hauptsaison kurzzeitig im Sub-Charter auf dem eigenen Streckennetz ein.
Im September 1987 geriet Airways International Cymru in wirtschaftliche Schwierigkeiten. Infolgedessen wurden mit der britischen Fluggesellschaft  Paramount Airways Gespräche über einen Verkauf des Unternehmens geführt, die jedoch erfolglos blieben. Nach dem Scheitern der Verhandlungen meldete Airways International Cymru im Januar 1988 Insolvenz an. Die Flugdienste wurden von der Nachfolgegesellschaft Amber Airways weitergeführt.

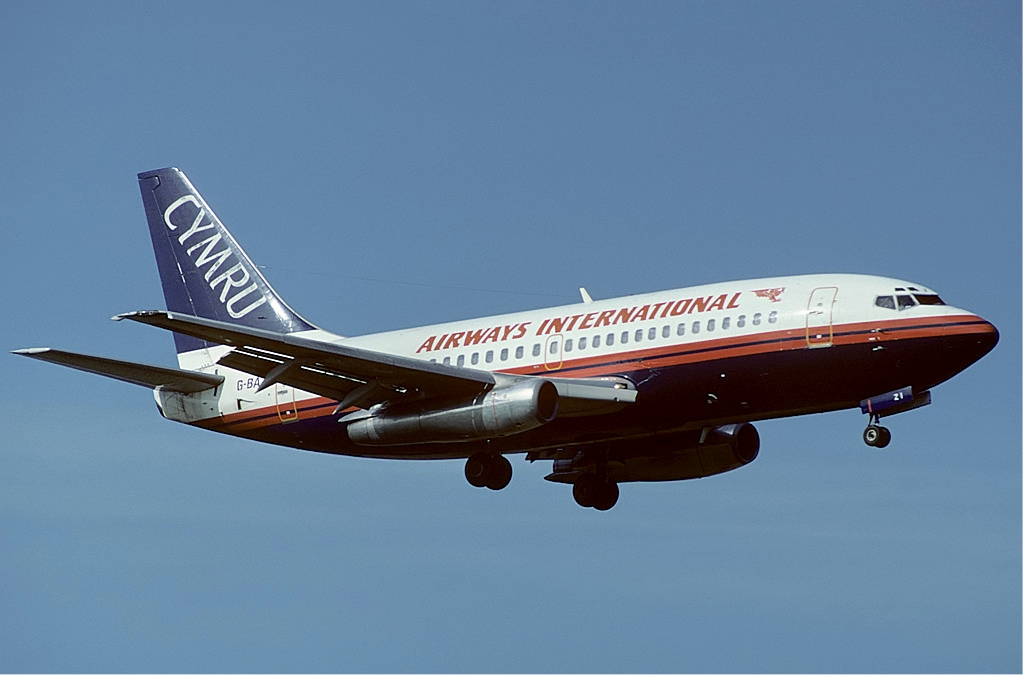
Eine Boeing 737-200 der Airways International Cymru, die sie von der Britannia Airways erworben hatte

## Flugziele
Airways International Cymru bediente von verschiedenen britischen Flughäfen aus Zielorte in Europa und Nordafrika im Charterflugverkehr (IT-Charter und Ad-hoc-Charter), unter anderem Salzburg, Gran Canaria, Teneriffa (Teneriffa Süd), Paris-Orly, Düsseldorf, Hannover, Rotterdam, Mailand-Malpensa, Faro, Palma de Mallorca, Girona, Basel und Genf.

## Flotte
- BAC 111-300
- Boeing 737-200 und Boeing 737-300